# Hemlock Lake
Der Hemlock Lake ist einer der kleineren Seen der Finger Lakes im US-Bundesstaat New York. Er erstreckt sich auf dem Gebiet von Livingston County, südlich von Rochester. Ein Teil zieht sich bis nach Ontario County. Hemlock ist eine Übersetzung des Onodowohga-Wortes O-neh-da Te-car-ne-o-di.

## Geographie
Hemlock Lake ist 7 mi (11 km) lang und fast überall 0,5 mi (800 m) breit. Er erstreckt sich von Norden nach Süden, hat eine Fläche von 1.800 acres (7,3 km²), eine größte Tiefe von 91 ft (28 m) und eine mittlere Tiefe von 45 ft (14 m). Der Wasserspiegel liegt auf einer Höhe von 276 m über dem Meer. Er dient als Trinkwasserreservoir für Rochester, daher ist eine Uferbebauung genehmigungspflichtig und es gibt Größenbeschränkungen für Boote und Außenbordmotoren.
Eine Besonderheit des Sees ist die Lachspopulation. Aufgrund der abgelegenen Lage können die Lachse nicht wandern und verbringen ihr ganzes Leben im See. Daneben gibt es Regenbogenforelle, Forelle, Amerikanischer Seesaibling, Schwarzbarsch, Forellenbarsch, Steinbarsch, Kettenhecht, Katzenwels, Amerikanischer Flussbarsch, Glasaugenbarsch und Schwarzflecken-Sonnenbarsch.
Am Nordende des Sees, zwischen dem State Highway 15A (Bald Hill Road) und dem Hemlock Outlet, liegt der Hemlock Lake Park. Die höchsten Erhebungen in der Umgebung sind der Bald Hill ⊙ mit 563 m Höhe und der Marrowback Hill ⊙ mit 594 m Höhe. Nach Süden geht der See ins Springwater Valley über.

## Geschichte
Die Seneca nutzten den See und die Landstriche rund um das Südende des Sees bis in die 1770er Jahre zur Jagd und zum Fischen. Im September 1779 vertrieben General John Sullivan und seine Einheiten die Indianer im Zuge der Sullivan-Expedition.
In den 1790ern erreichten die ersten Siedler Hemlock Lake. Die meisten von ihnen waren mit Holzfällerei beschäftigt und errichteten ihre Unterkünfte als Blockhäuser am Abfluss am Nordende des Sees. Aufgrund der Bauweise war die Siedlung zeitweise unter dem Namen Slab City bekannt. Der See wurde im Sommer zur Flößerei und im Winter zum Holztransport auf dem Eis genutzt.
Im Laufe der Zeit entwickelte sich die Siedlung zu einem Dorf mit mehr als hundert Hütten und fünf Hotels. Es gab fünf große Schiffe, die um 1800 den See befuhren, unter anderem das Dampfboot The Seth Green. Der See wurde zu einem beliebten Ziel für die Sommerfrische von wohlhabenden Bürgern vor allem aus Rochester.
1852 beschloss die City of Rochester die Konstruktion einer 16 Meilen (26 km) langen Pipeline, nachdem verschmutztes Wasser eine schwere Epidemie ausgelöst hatte. 1876 wurde die Wasserleitung eingeweiht. Um die Wasserqualität zu verbessern, erwarb die Stadt das Land rund um den Hemlock Lake sowie um den benachbarten Canadice Lake; die Hütten, Hotels und Höfe wurden 1895 abgerissen. Eigentümer, die sich weigerten zu verkaufen, wurden enteignet. Die Stadt erwarb 5000 acres (21 km²) Land mit einer bewaldeten Fläche von 3900 acres (16 km²).
2010 erwarb das New York State Department of Environmental Conservation (DEC) die Landstriche von Hemlock und Canadice Lake von der City of Rochester für 13,7 Mio. $. Der Staat verpflichtete sich, die Seen für immer als Wildnis zu belassen. Der Zugang zu den Seen ist erlaubt und wird sogar gefördert, Boote sind jedoch auf eine Größe bis 17 ft (5,2 m) Länge beschränkt und Außenbordmotoren dürfen maximal 10 ps haben.